# Peru op de Olympische Zomerspelen 2024
Peru nam deel aan de Olympische Zomerspelen 2024 in Parijs, Frankrijk.

## Medailleoverzicht
| Medaille | Naam              | Sport  | Onderdeel  | Datum      |
| -------- | ----------------- | ------ | ---------- | ---------- |
| Brons    | Stefano Peschiera | Zeilen | ILCA 7 (m) | 7 augustus |

## Aantal Deelnemers
Hieronder volgt een overzicht van de atleten die zich reeds gekwalificeerd hebben voor de Olympische Zomerspelen van 2024.
| Sport       | Mannen | Vrouwen | Totaal |
| ----------- | ------ | ------- | ------ |
| Atletiek    | 3      | 6       | 9      |
| Badminton   | 0      | 1       | 1      |
| Judo        | 1      | 0       | 1      |
| Roeien      | 0      | 3       | 3      |
| Schermen    | 0      | 1       | 1      |
| Schietsport | 1      | 1       | 2      |
| Surfen      | 2      | 1       | 3      |
| Zeilen      | 1      | 2       | 3      |
| Zwemmen     | 1      | 2       | 3      |
| totaal      | 9      | 17      | 26     |

## Deelnemers en Resultaten

### Atletiek

#### Loopnummers
Mannen
| atleet                  | onderdeel         | series | series | herkansingen | herkansingen | halve finale | halve finale | finale     | finale |
| atleet                  | onderdeel         | tijd   | rang   | tijd         | rang         | tijd         | rang         | tijd       | rang   |
| ----------------------- | ----------------- | ------ | ------ | ------------ | ------------ | ------------ | ------------ | ---------- | ------ |
| Cristhian Pacheco       | marathon          | n.v.t. | n.v.t. | n.v.t.       | n.v.t.       | n.v.t.       | n.v.t.       |            |        |
| Luis Henry Campos       | 20km snelwandelen | n.v.t. | n.v.t. | n.v.t.       | n.v.t.       | n.v.t.       | n.v.t.       | 1:22:00 SB | 26     |
| César Augusto Rodríguez | 20km snelwandelen | n.v.t. | n.v.t. | n.v.t.       | n.v.t.       | n.v.t.       | n.v.t.       | DNF        | DNF    |

Vrouwen
| atlete          | onderdeel         | series | series | herkansingen | herkansingen | halve finale | halve finale | finale  | finale |
| atlete          | onderdeel         | tijd   | rang   | tijd         | rang         | tijd         | rang         | tijd    | rang   |
| --------------- | ----------------- | ------ | ------ | ------------ | ------------ | ------------ | ------------ | ------- | ------ |
| Luz Mery Rojas  | marathon          | n.v.t. | n.v.t. | n.v.t.       | n.v.t.       | n.v.t.       | n.v.t.       |         |        |
| Gladys Tejeda   | marathon          | n.v.t. | n.v.t. | n.v.t.       | n.v.t.       | n.v.t.       | n.v.t.       |         |        |
| Thalia Valdivia | marathon          | n.v.t. | n.v.t. | n.v.t.       | n.v.t.       | n.v.t.       | n.v.t.       |         |        |
| Mary Luz Andía  | 20km snelwandelen | n.v.t. | n.v.t. | n.v.t.       | n.v.t.       | n.v.t.       | n.v.t.       | 1:29:24 | 12     |
| Kimberly García | 20km snelwandelen | n.v.t. | n.v.t. | n.v.t.       | n.v.t.       | n.v.t.       | n.v.t.       | 1:30:10 | 16     |
| Evelyn Inga     | 20km snelwandelen | n.v.t. | n.v.t. | n.v.t.       | n.v.t.       | n.v.t.       | n.v.t.       | 1:28:16 | 8      |

Gemengd
| atlete                          | onderdeel             | series | series | herkansingen | herkansingen | halve finale | halve finale | finale | finale |
| atlete                          | onderdeel             | tijd   | rang   | tijd         | rang         | tijd         | rang         | tijd   | rang   |
| ------------------------------- | --------------------- | ------ | ------ | ------------ | ------------ | ------------ | ------------ | ------ | ------ |
| César Rodríguez Kimberly García | marathon snelwandelen | n.v.t. | n.v.t. | n.v.t.       | n.v.t.       | n.v.t.       | n.v.t.       |        |        |

### Badminton
Vrouwen
| atleet        | onderdeel | groepsfase           | groepsfase           | groepsfase           | groepsfase | eliminatie           | kwartfinale          | halve finale         | finale / BM          | finale / BM    |
| atleet        | onderdeel | tegenstander uitslag | tegenstander uitslag | tegenstander uitslag | rang       | tegenstander uitslag | tegenstander uitslag | tegenstander uitslag | tegenstander uitslag | rang           |
| ------------- | --------- | -------------------- | -------------------- | -------------------- | ---------- | -------------------- | -------------------- | -------------------- | -------------------- | -------------- |
| Inés Castillo | enkelspel | Arın V 16-21, 17-21  | Ohori V 12-21, 8-21  | n.v.t.               | 3          | niet geplaatst       | niet geplaatst       | niet geplaatst       | niet geplaatst       | niet geplaatst |

### Judo
Mannen
| atleet        | onderdeel | eerste ronde         | tweede ronde         | kwartfinale          | halve finale         | herkansing           | finale / BM          | finale / BM    |
| atleet        | onderdeel | tegenstander uitslag | tegenstander uitslag | tegenstander uitslag | tegenstander uitslag | tegenstander uitslag | tegenstander uitslag | rang           |
| ------------- | --------- | -------------------- | -------------------- | -------------------- | -------------------- | -------------------- | -------------------- | -------------- |
| Juan Postigos | −66 kg    | Piras V 00 - 10      | niet geplaatst       | niet geplaatst       | niet geplaatst       | niet geplaatst       | niet geplaatst       | niet geplaatst |

### Roeien
Vrouwen
| atleet                            | onderdeel          | series  | series | herkansingen | herkansingen | kwartfinale | kwartfinale | halve finale   | halve finale   | finale  | finale |
| atleet                            | onderdeel          | tijd    | rang   | tijd         | rang         | tijd        | rang        | tijd           | rang           | tijd    | rang   |
| --------------------------------- | ------------------ | ------- | ------ | ------------ | ------------ | ----------- | ----------- | -------------- | -------------- | ------- | ------ |
| Adriana Sanguineti                | skiff              | 8:03.87 | 5 H    | 8:07.05      | 2 KF         | 7.57,84     | 5 HC/D      | 8:17.84        | 5 FD           | 7:49.31 | 24     |
| Alessia Palacios Valeria Palacios | lichte dubbel-twee | 7:32.68 | 3 H    | 7:28.58      | 4 FC         | n.v.t.      | n.v.t.      | niet geplaatst | niet geplaatst | 7:12.27 | 14     |

Legenda: FA=finale A (medailles); FB=finale B (geen medailles); FC=finale C (geen medailles); FD=finale D (geen medailles); FE=finale E (geen medailles); FF=finale F (geen medailles); HA/B=halve finale A/B; HC/D=halve finale C/D; HE/F=halve finale E/F; KF=kwartfinale; H=herkansing

### Schermen
Peru kwalificeerde één vrouwelijke schermer voor de Olympische Zomerspelen van 2024 via het Panamerikaans Olympisch Kwalificatietoernooi 2024, gehouden in San José, Costa Rica.
Vrouwen
| atleet           | onderdeel | eerste ronde         | tweede ronde         | derde ronde          | kwartfinale          | halve finale         | finale / BM          | finale / BM    |
| atleet           | onderdeel | tegenstander uitslag | tegenstander uitslag | tegenstander uitslag | tegenstander uitslag | tegenstander uitslag | tegenstander uitslag | rang           |
| ---------------- | --------- | -------------------- | -------------------- | -------------------- | -------------------- | -------------------- | -------------------- | -------------- |
| María Luísa Doig | degen     | Tikanah V 14-15      | niet geplaatst       | niet geplaatst       | niet geplaatst       | niet geplaatst       | niet geplaatst       | niet geplaatst |

### Schietsport
Mannen
| atleet          | onderdeel | kwalificaties | kwalificaties | finale | finale |
| atleet          | onderdeel | punten        | rang          | punten | rang   |
| --------------- | --------- | ------------- | ------------- | ------ | ------ |
| Nicolás Pacheco | skeet     | 122           | 6 Q           | 17     | 6      |

Vrouwen
| atlete         | onderdeel | kwalificaties | kwalificaties | finale         | finale         |
| atlete         | onderdeel | punten        | rang          | punten         | rang           |
| -------------- | --------- | ------------- | ------------- | -------------- | -------------- |
| Daniella Borda | skeet     | 116           | 19            | niet geplaatst | niet geplaatst |

Gemengd
| atlete                         | onderdeel  | kwalificatie | kwalificatie | halve finale | halve finale | finale | finale |
| atlete                         | onderdeel  | punten       | rang         | punten       | rang         | punten | rang   |
| ------------------------------ | ---------- | ------------ | ------------ | ------------ | ------------ | ------ | ------ |
| Nicolás Pacheco Daniella Borda | skeet team |              |              |              |              |        |        |

### Surfen
Mannen
| Atleet        | Onderdeel | Ronde 1 | Ronde 1 | Ronde 2                  | Ronde 3              | Kwartfinale           | Halve finale          | Finale / BM          | Finale / BM    |  |
| Atleet        | Onderdeel | Score   | Rang    | Tegenstander Uitslag     | Tegenstander Uitslag | Tegenstander Uitslag  | Tegenstander Uitslag  | Tegenstander Uitslag | Rang           |  |
| ------------- | --------- | ------- | ------- | ------------------------ | -------------------- | --------------------- | --------------------- | -------------------- | -------------- |  |
| Alonso Correa | mannen    | 14.33   | 1 R3    | bye                      | bye                  | Smith W 15.00 - 12.20 | Inaba W 10.50 - 10.16 | Vaast                |                |  |
| Lucca Mesinas | mannen    | 11.10   | 3 R2    | Robinson V 10.83 - 16.87 | niet geplaatst       | niet geplaatst        | niet geplaatst        | niet geplaatst       | niet geplaatst |  |
| Sol Aguirre   | vrouwen   | 4.30    | 2 R2    | Siqi Y V 4.50 - 8.67     | niet geplaatst       | niet geplaatst        | niet geplaatst        | niet geplaatst       | niet geplaatst |  |

### Zeilen
Mannen
| atleet            | onderdeel | race | race | race | race | race | race | race | race | race | race | race   | race   | race | netto punten | eindnotering |
| atleet            | onderdeel | 1    | 2    | 3    | 4    | 5    | 6    | 7    | 8    | 9    | 10   | 11     | 12     | M    | netto punten | eindnotering |
| ----------------- | --------- | ---- | ---- | ---- | ---- | ---- | ---- | ---- | ---- | ---- | ---- | ------ | ------ | ---- | ------------ | ------------ |
| Stefano Peschiera | ILCA 7    | 6    | 1    | 14   | 11   | 20   | 14   | 12   | 4    |      |      | n.v.t. | n.v.t. |      |              |              |

Vrouwen
| atleet     | onderdeel | voorrondes | voorrondes | voorrondes | voorrondes | voorrondes | voorrondes | voorrondes | voorrondes | voorrondes | voorrondes | voorrondes | voorrondes | voorrondes | voorrondes | voorrondes  | voorrondes  | voorrondes  | voorrondes  | voorrondes  | voorrondes  | voorrondes | voorrondes | KF   | halve finale | halve finale | halve finale | halve finale | halve finale | halve finale | halve finale | halve finale | finale | finale | finale | finale | finale | finale | finale | finale         |
| atleet     | onderdeel | 1          | 2          | 3          | 4          | 5          | 6          | 7          | 8          | 9          | 10         | 11         | 12         | 13         | 14         | 15          | 16          | 17          | 18          | 19          | 20          | tot.       | rang       | rang | 1            | 2            | 3            | 4            | 5            | 6            | tot.         | rang         | 1      | 2      | 3      | 4      | 5      | 6      | tot.   | rang           |
| ---------- | --------- | ---------- | ---------- | ---------- | ---------- | ---------- | ---------- | ---------- | ---------- | ---------- | ---------- | ---------- | ---------- | ---------- | ---------- | ----------- | ----------- | ----------- | ----------- | ----------- | ----------- | ---------- | ---------- | ---- | ------------ | ------------ | ------------ | ------------ | ------------ | ------------ | ------------ | ------------ | ------ | ------ | ------ | ------ | ------ | ------ | ------ | -------------- |
| María Bazo | IQFoil    | 4          | 4          | 8          | 12         | 7          | 12         | 8          | 21         | 11         | 6          | 5          | 18.5       | 7.5        | 20.5       | geannuleerd | geannuleerd | geannuleerd | geannuleerd | geannuleerd | geannuleerd | 103        | 7 KF       | 2 HF | n.v.t.       | n.v.t.       | n.v.t.       | n.v.t.       | n.v.t.       | n.v.t.       | n.v.t.       | 3            | n.v.t. | n.v.t. | n.v.t. | n.v.t. | n.v.t. | n.v.t. | n.v.t. | niet geplaatst |

| atlete              | onderdeel | race | race | race | race | race | race | race | race | race | race | race   | race   | race | netto punten | eindnotering |
| atlete              | onderdeel | 1    | 2    | 3    | 4    | 5    | 6    | 7    | 8    | 9    | 10   | 11     | 12     | M    | netto punten | eindnotering |
| ------------------- | --------- | ---- | ---- | ---- | ---- | ---- | ---- | ---- | ---- | ---- | ---- | ------ | ------ | ---- | ------------ | ------------ |
| Florencia Chiarella | ILCA 6    | 29   | 30   | 21   | 32   | 35   | 11   | 26   | 12   |      |      | n.v.t. | n.v.t. |      |              |              |

### Zwemmen
Mannen
| Atleet         | Onderdeel        | Series  | Series | Halve finale | Halve finale | Finale         | Finale         |
| Atleet         | Onderdeel        | Tijd    | Rang   | Tijd         | Rang         | Tijd           | Rang           |
| -------------- | ---------------- | ------- | ------ | ------------ | ------------ | -------------- | -------------- |
| Joaquín Vargas | 400 m vrije slag | 3.54,59 | 29     | n.v.t.       | n.v.t.       | Niet geplaatst | Niet geplaatst |

Vrouwen
| atleet              | onderdeel       | series  | series | halve finale   | halve finale   | finale         | finale         |
| atleet              | onderdeel       | tijd    | rang   | tijd           | rang           | tijd           | rang           |
| ------------------- | --------------- | ------- | ------ | -------------- | -------------- | -------------- | -------------- |
| McKenna DeBever     | 200m wisselslag | 2:17.61 | 29     | niet geplaatst | niet geplaatst | niet geplaatst | niet geplaatst |
| María Bramont-Arias | 10km open water | n.v.t.  | n.v.t. | n.v.t.         | n.v.t.         |                |                |